# Esférulas marcianas

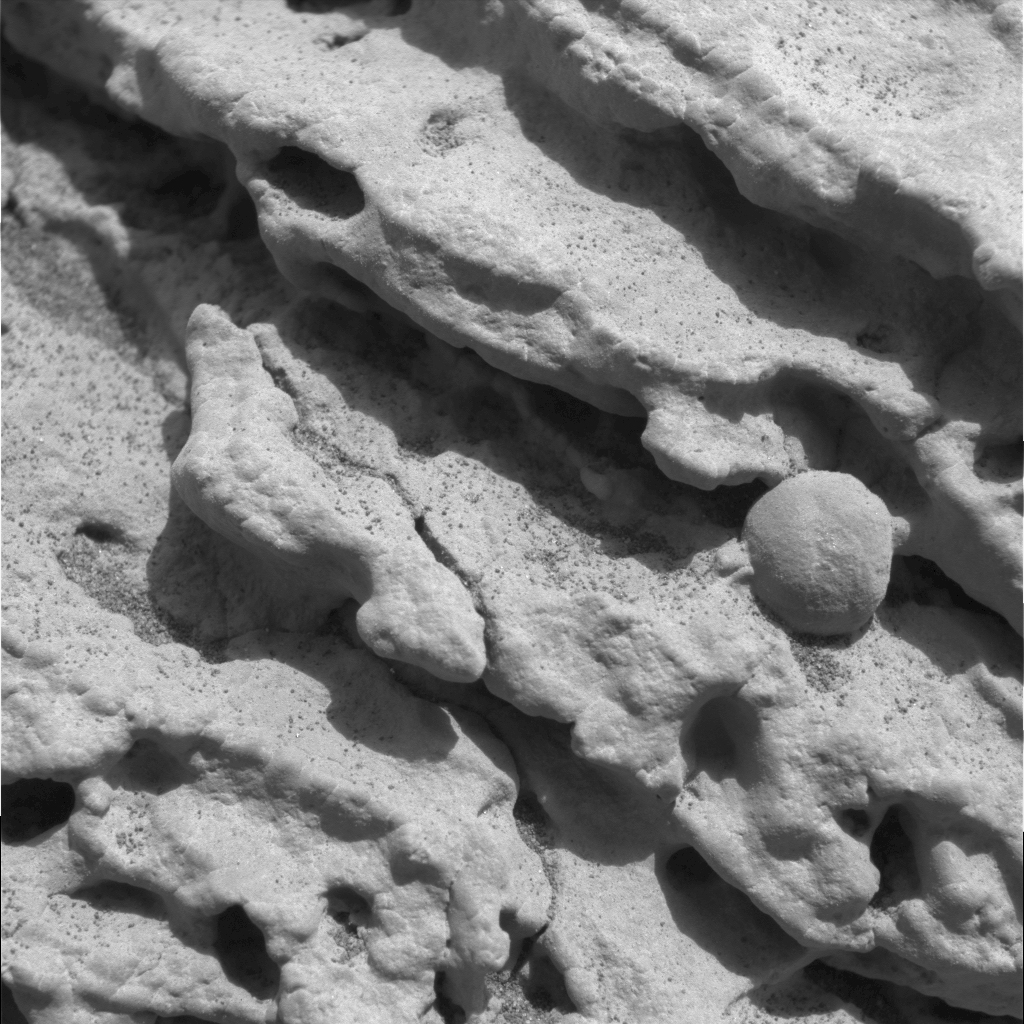
Esférulas aún en su estrato original.

Las esférulas marcianas son unas formaciones esféricas, probablemente hechas de Hematita, que fueron encontradas por el rover marciano Opportunity en el plano meridional del planeta Marte.
Han sido encontradas cubiertas de sales de sulfato y también sueltas en la superficie.
Por su forma no podemos estar seguros de su origen con seguridad, ya que, como dice el doctor Hap McSween "Hay una serie de procesos geológicos directos que podrían provocar estas formas redondas".
Un experimento de la universidad de Tennessee en Knoxville sugiere que impactos de meteoritos o actividad volcánica son las causas más probables.
También hay formaciones similares en la Luna
- Datos: Q3310161